# コルヴィン街区駅
座標: 北緯47度29分8秒 東経19度4分11秒 / 北緯47.48556度 東経19.06972度
コルヴィン街区駅（コルヴィンがいくえき、洪：Corvin-negyed）とは、ハンガリー共和国ブダペスト市に位置するブダペスト地下鉄3号線の駅である。駅名はマーチャーシュ1世の名前、コルヴィン・マーチャーシュから取られている。またかつてはフェレンク・ケルート駅（フランツ2世ブールバール駅）としても知られていた。

## 駅構造
- 島式ホーム1面2線を有す地下駅。

## 駅周辺
- ナジケルート - ブダペストの大通り

## 乗換
4から6のトラムに乗り換える事が出来る。

## 歴史
- 1976年12月31日 - 開業。

## 隣の駅
ブダペスト地下鉄
■3号線
カールヴィン広場駅 - コルヴィン街区駅 - クリニカーク駅